# Brillouin-paradoxon

Termikusan zajos R ellenállás párhuzamosan kapcsolt D diódával

A Brillouin-paradoxon a termodinamika egy látszólagos paradoxona. Elsőként Léon Brillouin írta le 1950-ben. A Brown-racsni, ami egy molekuláris racsni illetve a Maxwell-démon elektromos analógja. Brillouin áramköre egy ellenállást és egy diódát tartalmaz párhuzamos kapcsolásban. Felszínesen úgy látszik, hogy a dióda az ellenállás hőzaját csak az egyik irányban vezeti, így effektív elektromos feszültség jön létre. A hőfluktuáció egyirányúsítása másodfajú örökmozgót valósítana meg, ami ellentmondana a termodinamika második főtételének. Az ellentmondás feloldása mélyebbre ható elemzést igényel.

## Magyarázata Fokker-Planck-egyenlettel
Egy kondenzátorral ellátott rendszer Fokker-Planck-egyenlete:
{\displaystyle {\frac {\partial p(u)}{\partial t}}={\frac {\partial }{\partial u}}\left(\left({\frac {1}{R_{1}C}}+{\frac {1}{R_{2}(u)C}}\right)up(u)+\left({\frac {k_{B}T_{1}}{R_{1}C^{2}}}+{\frac {k_{\text{B}}T_{2}}{R_{2}(u)C^{2}}}\right){\frac {\partial p(u)}{\partial u}}\right)}
ahol kB a Boltzmann-állandó, C a kondenzátor kapacitása, R1 az ohmos ellenállás, R2(u) a dióda feszültségfüggő ellenállása, és T1/2 az elemek hőmérséklete. Az egyenlet stacionárius megoldása:
{\displaystyle p(u)\varpropto \exp \left(-\int \left({\frac {1}{R_{1}C}}+{\frac {1}{R_{2}(u)C}}\right)u/\left({\frac {kT_{1}}{R_{1}C^{2}}}+{\frac {kT_{2}}{R_{2}(u)C^{2}}}\right)\mathrm {d} u\right)}.
Azonos hőmérsékleten az ellenállások kiejtik egymást, az {\displaystyle \exp(-Cu^{2}/2kT)}  szimmetrikus eloszlás megőrzi a második főtételt. Ez az ideális diódára is teljesül. Különböző hőmérsékletek esetén a közepes feszültség különbözik nullától, de ez nem sérti a termodinamika második főtételét.

## Fordítás
Ez a szócikk részben vagy egészben  a   Brillouin-Paradoxon című német Wikipédia-szócikk fordításán alapul.  Az eredeti cikk szerkesztőit annak laptörténete sorolja fel. Ez a jelzés csupán a megfogalmazás eredetét és a szerzői jogokat jelzi, nem szolgál a cikkben szereplő információk forrásmegjelöléseként.